# Colonie de Goélands d’Audouin d’Aspretto/Ajaccio
Das europäische Vogelschutzgebiet Colonie de Goélands d'Audouin d'Aspretto/Ajaccio (deutsch: Korallenmöwen-Kolonie von Aspretto/Ajaccio) liegt vor der Küste des Stadtteils Aspretto der Stadt Ajaccio an der Westküste Korsikas im Golf von Ajaccio. Es umfasst die Mole des Militärhafens von Aspretto, auf der sich eine Kolonie von ca. 50 Paaren der Korallenmöwe angesiedelt hat. Das entspricht zwischen 50  und 70 % der französischen Gesamtpopulation, die insgesamt nur drei Kolonien der Art umfasst. Das Gebiet ist militärisch gesperrt, was die Kolonie vor menschlichen Störungen schützt. Jedoch konkurriert die Korallenmöwe mit der Mittelmeermöwe und wird durch diese zusehends verdrängt. Neben der Korallenmöwe als wesentliche Zielart kommen auch der Europäische Blattfingergecko und die Napfschnecke Patella ferruginea vor.
Das Gebiet ist das kleinste der 403 französischen Vogelschutzgebiete. Es liegt eingebettet in das größere Vogelschutzgebiet Iles Sanguinaires, golfe d'Ajaccio.

## Schutzzweck
Folgende Vogelarten sind für das Gebiet gemeldet; Arten, die im Anhang I der Vogelschutzrichtlinie geführt sind, sind mit * gekennzeichnet:
| Bild         | Anhang I | EU Code | Art          | wissenschaftlicher Name |
| ------------ | -------- | ------- | ------------ | ----------------------- |
| Korallenmöwe | *        | A181    | Korallenmöwe | Larus audouinii         |